# Troféu Maurício Bekenn
Troféu Maurício Bekenn, também conhecido por Campeonato Brasileiro Infantil de Natação é uma tradicional competição de natação do Brasil.
A competição leva o nome de Maurício de Andrade Bekenn, que foi um nadador e jogador de polo aquático, que muito contribuiu para o desenvolvimento da natação no Clube de Regatas Icaraí, de Niterói. Além disso, ele teve grande participação na natação brasileira, como dirigente esportivo.